# SV 1919 Bernbach
Der SV 1919 Bernbach ist ein Sportverein aus dem zum hessischen Freigericht gehörenden Bernbach.

## Geschichte
Der Verein wurde im Herbst 1919 als Fußballclub Germania Bernbach gegründet. Nach dem Zweiten Weltkrieg erfolgte 1945 die Wiedergründung als Sportgemeinde Bernbach, aus welcher 1953 der Sportverein 1919 Bernbach hervorging.
Nachdem der SV Bernbach lange Jahre in unterklassigen Ligen gespielt hatte, stieg der Verein 1990 zunächst in die Landesliga, 1995 dann in die Oberliga Hessen auf. 1998 war das bislang erfolgreichste Jahr des Vereins. Man errang die Vizemeisterschaft in der Oberliga und damit die Relegation zum Aufstieg in die Regionalliga Süd, in der man den Aufstieg jedoch als Zweitplatzierter hinter dem SC Pfullendorf verpasste.
In der Folgezeit bekam der Verein finanzielle Schwierigkeiten und stand nach der Betriebsprüfung durch das Finanzamt und darauf folgender Steuerveranlagung vor dem Aus, konnte den Konkurs jedoch abwenden. 2001 wurde dem SV Bernbach die Oberliga-Lizenz im ersten Durchgang verweigert und erst nach langen Verhandlungen nachträglich erteilt. Trotz knapper Budgets gelang dennoch die Zugehörigkeit zur höchsten hessischen Fußballklasse.
Im Jahre 2005 und nach dem sofortigen Wiederaufstieg erneut 2007 erfolgte der Abstieg in die Landesliga. Nach einem weiteren Abstieg 2008 spielte der Verein in der Gruppenliga. 2011 folgte ein erneuter Abstieg, diesmal in die achtklassige Kreisoberliga Gelnhausen. In der Saison 2021/2022 gelang der Aufstieg in die Gruppenliga Frankfurt Ost. Nach der Saison 2022/2023 in der Gruppenliga Frankfurt Ost, folgte der erneute Abstieg in die Kreisoberliga Gelnhausen. Seit der Saison 2023/2024 ist die 1. Mannschaft in der Kreisoberliga Gelnhausen beheimatet.

Eine kleine Sensation gelang dem SV Bernbach, als er im Hessenpokal der Saison 2007/08 den zwei Klassen höher spielenden hohen Favoriten KSV Hessen Kassel mit 4:3 nach Verlängerung besiegte.

## Erfolge
- Meister der Landesliga Hessen Süd 1995, 2006
- Meister der Kreisoberliga Gelnhausen 2022

## Bekannte Spieler und Trainer
- Ronald Borchers
- Norbert Nachtweih
- Rainer Krieg
- Christoph Werner